# Bactrocera axanthinus
Bactrocera axanthinus är en tvåvingeart som först beskrevs av White och Neal L. Evenhuis 1999.  Bactrocera axanthinus ingår i släktet Bactrocera och familjen borrflugor. Inga underarter finns listade.